# Bačka

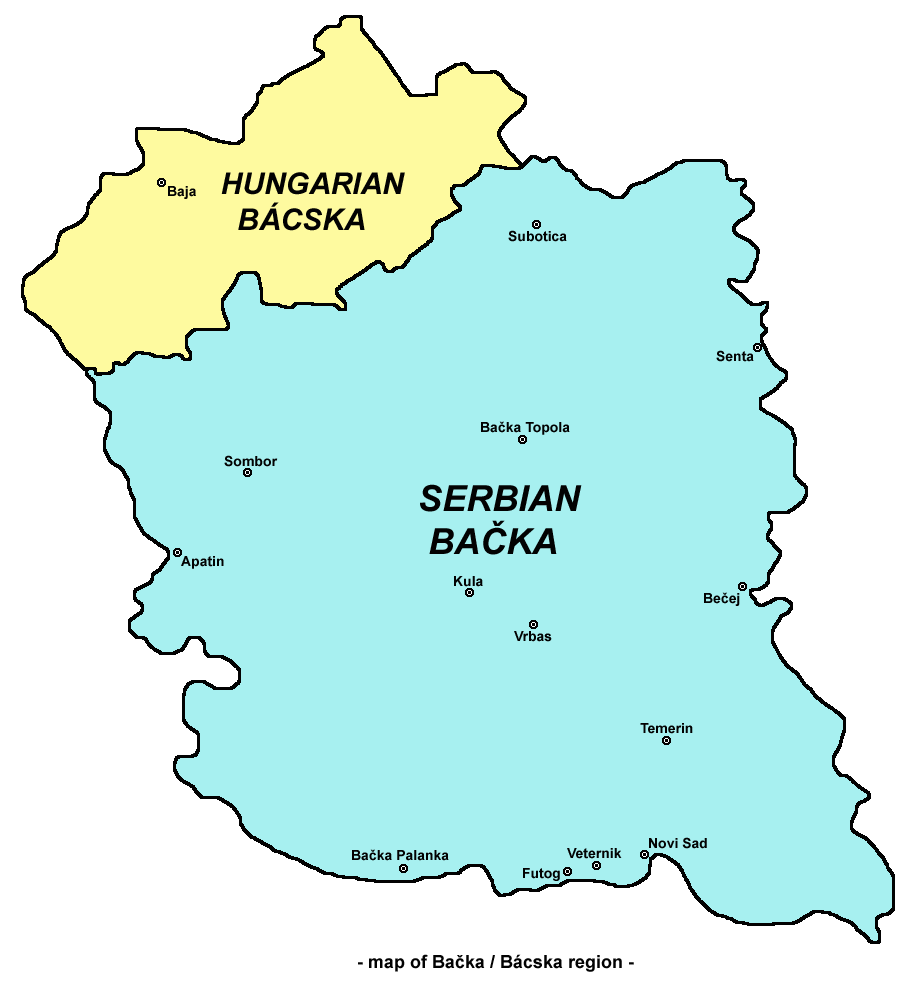
Bačka (žlutě maďarská část, bleděmodře srbská část)

Bačka (srbsky Бачка / Bačka, maďarsky Bácska, slovensky Báčka, rusínsky Бачка, německy Batschka, rumunsky Bacica) je historické území v Karpatské kotlině nad soutokem Dunaje a Tisy, rozdělené dnes mezi severosrbskou autonomní oblast Vojvodinu (naprostá většina) a maďarskou župu Bács-Kiskun (severozápadní okraj). Nazývá se podle městečka Bač, svého někdejšího střediska. 
Ze západu a jihu je Bačka přirozeně vymezena Dunajem a z východu Tisou. Území má rozlohu asi 11 000 km² a pokrývá jej plochá nebo jen mírně zvlněná, k jihu skloněná nížina o nadmořské výšce mezi 75 a 175 metry. Sluší se dodat, že z pohledu Srbska není západní hranice regionu totožná se západní hranicí moderního Srbska a Vojvodiny, jelikož Srbsko zde za státní hranici považuje střed moderního, regulovaného, koryta Dunaje, zatímco historická západní hranice regionu je totožná s hranicí, kterou zde za státní hranici uznává Chorvatsko (viz též Liberland).

## Historie
Území nikdy nebylo součástí Římské říše, po jistou dobu tvořilo hraniční klín mezi Panonií a Dácií, obývaný kmeny Jazygů. V 6. století leželo na západním okraji říše Gepidů, v 7. století bylo součástí říše Avarů, koncem 9. století mohlo být okrajově pod vlivem Velkomoravské říše. Během 10. století území ovládli Maďaři a začlenili jej do své říše. Snad již v 11. století zde vzniklo správní rozdělení dnešní Bačky na jižní část se střediskem v Bači (tj. vlastní Bačka) a severní část Bodrog. Na severovýchod pak proměnlivě zasahoval tehdejší Čongrád nebo kmenová území Kumánů. Toto rozčlenění v zásadě přetrvalo až do turecké invaze v 16. století, kdy bylo Uhersko prakticky zničeno a celá Bačka stala součástí Budínského pašalíku. Pod mocí Turků zůstalo území až do roku 1699, kdy v rámci Karlovického míru připadlo habsburskému Rakousku. Během předcházející války přišlo na území Bačky mnoho Srbů, v rámci tzv. „Stěhování Srbů“. Tím se výrazně proměnila etnická struktura území, kde před tureckou okupací pravděpodobně žili převážně Maďaři.
Po připojení k Rakousku bylo nejprve obnoveno někdejší rozdělení na Bodrog a Bačku (Bács), s tím rozdílem že východní pás území se stal součástí Vojenské hranice. Koncem 18. století pak došlo ke sloučení Bodroga a Bačky v jedinou župu Bačsko-bodrožskou (Bács-Bodrog). Tento stav byl ponechán i po rakousko-uherském vyrovnání roku 1867 a zrušení Vojenské hranice, kdy se celé území stalo součástí Zalitavska, tj. uherské části Rakouska-Uherska. Župa patřila k největším, nejlidnatějším a nejbohatším v Uhersku, hlavním městem byl Sombor a dalšími velkými městy Nový Sad, Szabadka (Subotica), Baja a Bečej. Území mělo velice pestrou a složitou národnostní strukturu, žili zde promíšeně Maďaři, Němci, Srbové a menšiny Slováků, Rusínů, Chorvatů a dalších.
Po první světové válce bylo toto území spolu s částmi Banátu a Baranje odštěpeno od Uherského království, obsazeno jednotkami srbské armády a připojeno ke Království SHS (Jugoslávii). Dle Trianonské smlouvy z 4. června 1920 bylo pak toto území rozděleno mezi Maďarsko a Království SHS (Jugoslávii) – podle dodnes platných hranic, které byly stanoveny především podle principu většinového počtu srbo-chorvatsko-slovinského obyvatelstva, ale také principu strategického, přičemž podstatně více Maďarů z Bačky (zejména na severovýchodě) zůstalo mimo Maďarsko, než Jihoslovanů mimo Jugoslávii. V důsledků probíhajících nepokojů v tehdejším Maďarsku i tak vyvolalo takové rozhodnutí nespokojenost a dokonce vyhlášení nezávislosti severní části oblasti v rámci Srbsko-maďarské republiky Baranya-Baja. Po opuštění oblasti jugoslávskou armádou však maďarské jednotky tuto republiku rychle zlikvidovaly a severozápad Bačky (a Baranji) byl i fakticky připojen k Maďarsku. 
Srbská část Bačky byla do roku 1922 součástí prozatímního kraje Banat, Bačka a Baranja a poté byla rozdělena na Bačskou oblast (která zahrnovala ještě celou srbskou část Baranji) a Bělehradskou oblast. Po roce 1929 se stala součásti Dunajské bánoviny. 
Během druhé světové války, v rámci tzv. Dubnové války roku 1941, bylo celé území Bačky obsazeno Maďarskem a župa Bács-Bodrog byla obnovena v plném rozsahu. Maďarská správa si vůči Srbům počínala velmi tvrdě, nicméně už během roku 1944 se jugoslávským partyzánům podařilo dobýt území zpět. Na místě poprav z roku 1942 je nyní vybudovaný památník Crna Ćuprija. 
Srbská část Bačky v původních hranicích pak opět patřila Jugoslávii. Zde po ústupu vojsk Osy většina německého obyvatelstva, která v této oblasti žila, region opustila společně s německou armádou. Menší část německé populace (několik tisíc lidí), která neopustila oblast (většinou ženy, děti a starší lidé), byla poslána do internačních táborů. Postupem času byla tato úrodná oblast dosídlena Jugoslávci z jiných částí Jugoslávské lidové republiky. Území se stalo součástí Socialistické autonomní oblasti Vojvodiny v rámci Socialistické republiky Srbsko. Toto přetrvalo i po rozpadu Jugoslávie, takže je nyní srbská část Bačky součástí Autonomní oblasti Vojvodina v Srbsku.  
V Bačce se nacházejí dvě její největší města, Nový Sad (hlavní město oblasti) a Subotica, kulturní středisko maďarského etnika v Srbsku. 
V maďarské části Bačky je jediným větším městem Baja.